# Hyracodon
Hyracodon ('dent de damà') és un gènere extint de mamífer. Era un perissodàctil de constitució lleugera i semblant a un poni i mesurava aproximadament 1,5 m de llarg. Hyracodon tenia el crani gros en comparació amb la resta del cos. La seva dentadura primitiva s'assemblava a la de rinoceronts posteriors, però era un animal molt més petit i el seu aspecte variava molt poc del dels cavalls primitius del seu temps (fa 32-26 milions d'anys). Tenia el musell curt i ample i tres dits a cadascuna de les seves potes esveltes.